# Lola & Virginia
Lola & Virginia es una serie de televisión animada y sitcom española producida por Clan, Imira Entertainment, Televisió de Catalunya, Millimages, ICON Animation para France 3 y estrenada en 2006. La serie se transmitió en varios canales de diversos países: Disney Channel Italia, France 3, Nickelodeon South East Asia, Pop Girl y Pop, ¡Sorpresa! y Animania HD. En Brasil el programa es también emitido en SBT, en Latinoamérica fue transmitida en Nickelodeon, en México fue por Once TV.

## Sinopsis
Llamarse Lola, tener 12 años, vivir en un barrio corriente, cuidar de dos hermanos mocosos, vestir de rebajas y soportar a unas amigas locas de atar no es tarea fácil. Pero Lola siempre lo ha llevado bien gracias a su optimismo a prueba de bombas. La cosa cambia el día que irrumpe en su vida Virginia, una adolescente rica que lo tiene todo: belleza, chicos, buenas notas y unos padres cubiertos en plata que le consienten todo.

## Personajes

### Personajes principales
- Lola: Es la protagonista de la serie. Es una rebelde con causa. No es rebelde por naturaleza, sino porque la vida no le da otra opción. Su mayor defecto es que a veces no se controla, y su mayor virtud el ser infatigable al desaliento. Cuenta con un montón de amigas y amigos, todos auténticos perdedores. Lleva muy mal la injusticia y siempre viste con ropa comprada en rebajas. Suele cuidar de sus hermanos pequeños, Pis y Moko, ambos de 8 meses de edad. Su objetivo en la vida es recuperar su puesto en el mundo después de que Virginia se lo arrebatara. Su madre, soltera y treintañera, trabaja en un supermercado.
- Virginia Toffen: la antagonista de la serie. Es una engreída que lo tiene todo. Su aspecto físico es despampanante y está orgullosa de su pelo, su cutis, su ropa, sus discos, sus conquistas y, en general, de ella misma. Su vestuario es interminable y todo de marca. A ella le sobra de todo: belleza, dinero, inteligencia para la manipulación, falta de escrúpulos, admiradores... aunque carece de amigos y amigas de verdad. Su objetivo en la vida es presumir y humillar a Lola. Sus padres son ricos gracias a la fabricación de papel higiénico. Tiene más de 100 novios reales. Su actitud en la escuela es vil, mostrando dos caras distintas: una angelical ante el director y los profesores y otra diabólica ante Lola y el resto de sus compañeros. Se encuentra en el instituto San Lorenzo por recomendación de su terapeuta psicológico personal, esto se debe a que padece un trastorno narcisista, que le hace pensar que sus deseos y caprichos son más importantes que las necesidades ajenas, es decir literalmente se cree el centro del universo.

### Personajes secundarios
- Carlos: Es un guaperas irresistible y un gran deportista que destaca en todos los deportes. Es también muy enigmático, nadie sabe demasiado sobre él. Tampoco habla mucho, lo que contribuye a su misterio. Le admiran todos los chicos del instituto y le gusta a todas las chicas, tanto Lola como Virginia están locas por él, aunque resulta inalcanzable. Ha tenido muchas novias, todas de cursos superiores al suyo.
- Haide: Es la mejor amiga de Lola. Es originaria de Cuba y su carácter es afable, además de ser una romántica soñadora. Viste con un exótico vestido de inspiración gitana. Le obsesionan el horóscopo y los amuletos de la suerte. Su madre, mulata de 30 años, se gana la vida prediciendo el futuro.
- Beatriz: Es una traidora chismosa con un aspecto mediocre y escurridizo. Se ocupa de espiar a Lola para mantener informada a Virginia. Posee un coeficiente intelectual alto para la intriga. Su madre es una peluquera chismosa y su padre conductor de coche fúnebre.
- Chuck: Es un chico con una habilidad especial en el dibujo. Se dedica a dibujar cómics, grafitis, caricaturas de sus colegas y profesores... Es un genio con el lápiz, aunque no siempre comprendido por los mayores. Admira a Carlos, del que es su más fiel confidente. Le gustan las historias de terror y los cómics raritos. Es temido por sus mordaces caricaturas pintadas en lugares inoportunos, como por ejemplo en los baños de las chicas.
- Poppy: Es una eterna rebelde, segunda mejor amiga de Lola. Su objetivo en la vida es meterse en problemas y arrastrar a sus amigas a ellos. Vive con su abuela, una bondadosa anciana que teje fundas de ganchillo incluso para gnomos de jardín.
- Lucas: Es un chico un tanto rata. Está orgulloso de su hucha y resulta perverso y tacaño, un auténtico malo. Su coeficiente intelectual es altísimo. Su objetivo en la vida es el de acrecentar el dinero de su hucha. No ha tenido novias, aunque se rumorea que fue novio de Beatriz la lombriz.
- Hugo: También conocido como Hugo el tarugo, posee un aspecto bestial. Está orgulloso de su fuerza y sus puños, aunque se avergüenza de los calzoncillos de ositos que le compra su madre. Posee una personalidad "gorilácea". Carece de coeficiente intelectual y de novias declaradas. Su higiene es nula, el hedor de sus zapatillas es mítico en la escuela.
- Leticia: Antigua compañera de Virginia en el colegio para hijos "millonetis" Columbus. Representa el pasado de Virginia, el pijerío por todo lo alto que Virginia dejó atrás. Le obsesiona ocupar el hueco que Virginia dejó en su mundo. Su ocupación es exhibirse de fiesta en fiesta. Opina además que Virginia ha caído muy bajo acudiendo al instituto San Lorenzo.
- Marco: Es un chico con aspecto infantiloide y sensible. Le gustan los cuentos con príncipes y princesas, los peluches, los cumpleaños y cualquier cosa con sabor a fresa. Es una persona un tanto crédula que todavía cree en los Reyes Magos, los duendes y la magia. Su mayor habilidad es llorar desconsoladamente. Su padre, policía, se esfuerza desesperadamente en hacer de él “todo un hombre”.
- Agi y Yukio: Mejor conocidos como "los gemelos", son dos cerebros privilegiados con el máximo coeficiente intelectual humano, sus calificaciones son de infarto. Su objetivo en la vida es descubrir la poliinsaturación del átomo. Su padre es músico dodecafónico y su madre decoradora de ultravanguardia. Se refugian en un laboratorio secreto al que se accede a través de una clave en el ordenador.
- Ana: Es profesora y turora tanto de Lola como de Virginia. Su mentalidad es progresista tirando a chapas. Se encuentra soltera y es vegetariana. Aprecia a todos sus alumnos, especialmente a Lola por su afán de justicia. Detesta el poderío aplastante de Virginia. Su pasado es mítico, según dicen pasó su juventud entre flores y protestas como una auténtica hippie de los años 70.
- Julia: Es la madre de Lola. Tiene 36 años y trabaja de cajera en el Hipermercado Rey Pollo. A veces debe disfrazarse de productos de oferta. Tiene tres hijos, Lola y los gemelos Pis y Moko. Lola es su mayor fuente de problemas, aunque también su mayor ayuda. Adora a sus hijos por encima de todo. Apenas dispone de tiempo para sí misma.
- Gustavo: Es el director del Instituto San Lorenzo. Su alumna preferida es Virginia, para él es una alumna modélica. En cambio, a Lola la tiene entre ceja y ceja, pues piensa que es una auténtica metepatas provocadora de líos. Tiene una mentalidad trepadora. Comenzó como conserje del instituto y hay quien dice que llegará a ministro de educación. Está encantado de que los padres de Virginia eligieran su humilde instituto para la terapia de su hija.
- Samantha: Es la madre de Virginia. Sus mayores preocupaciones son, por orden de preferencia, sus uñas y su hija. Su edad es un misterio. Odia que la gente le recuerde el origen de su fortuna, algo tan vulgar como el papel higiénico. Figura como presidenta de numerosas fundaciones que intentan tapar el bajo origen de su fortuna.
- Guillermo: Es el padre de Virginia. Es el presidente de la compañía de papel higiénico Toffen, una de las mayores del mundo en su género. Tiene 43 años. Su mayor fuente de problemas es Virginia. Sus ocupaciones pueden ser cruceros, viajes exóticos, golf... cualquier manera de pasar el rato que cueste mucha pasta y le diferencie del resto de los mortales. Su mayor debilidad es su hija, es incapaz de negarle el más mínimo capricho.

### Curiosidades
- En muchos capítulos se referencia a La serie del mismo dibujante Sandra, detective de cuentos. Al igual que en esta serie, en la que en un capítulo se ve una regla con el logo de la serie.